# Hrabstwo Tarrant

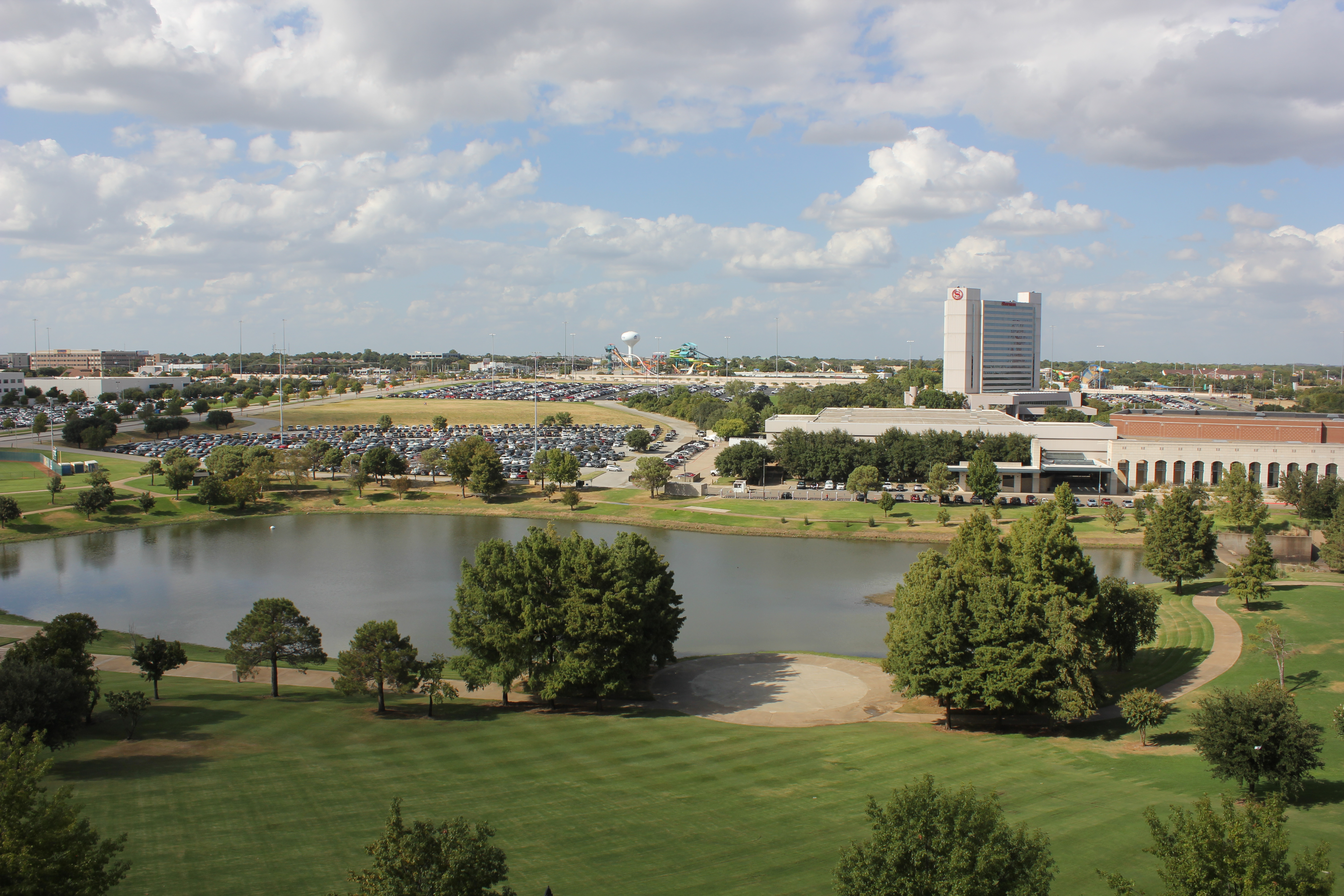
Arlington

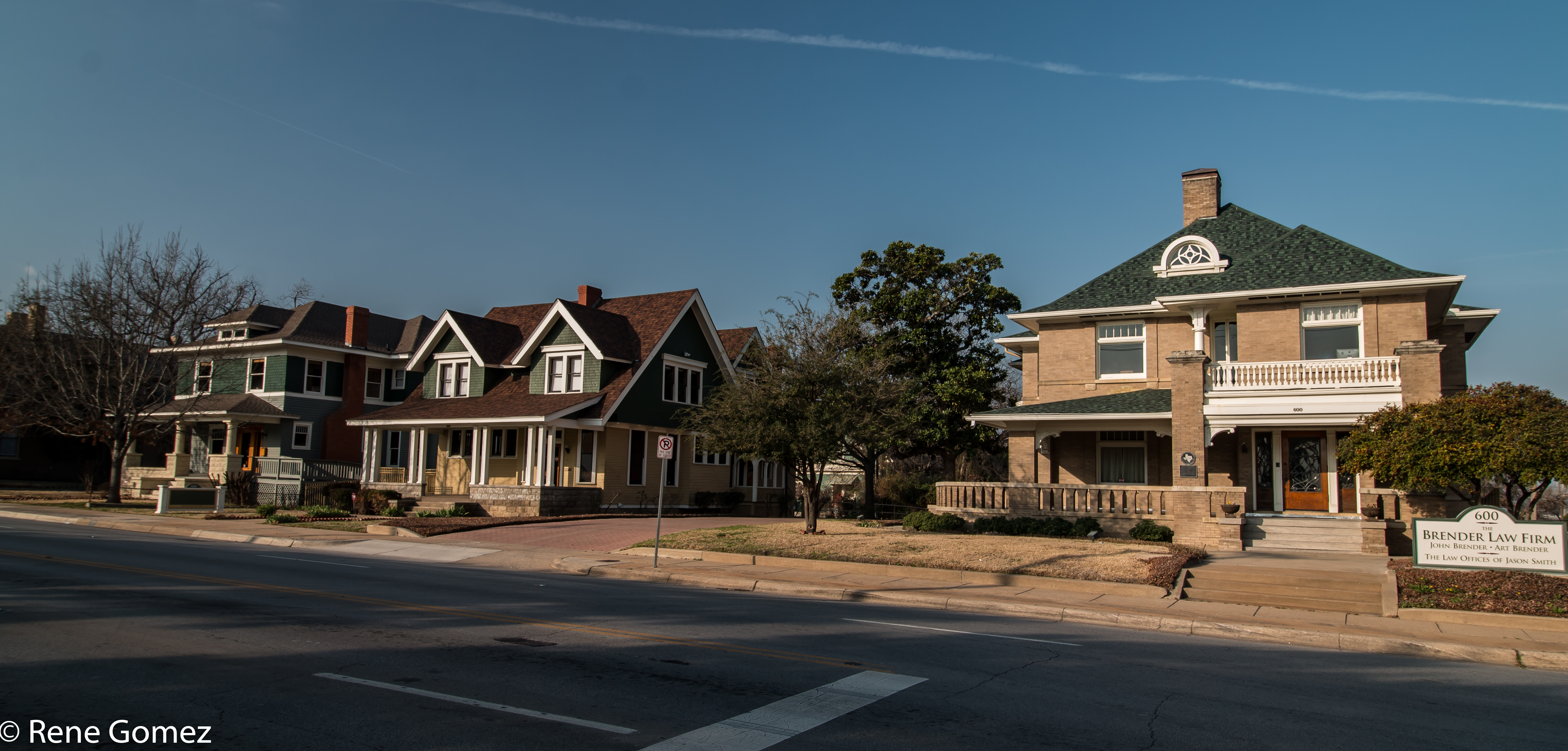
Zabytkowa dzielnica w Fort Worth

Hrabstwo Tarrant – hrabstwo położone w USA, w stanie Teksas, w centrum konurbacji Dallas–Fort Worth. Utworzone w 1849 r. Siedzibą hrabstwa jest miasto Fort Worth. Według spisu w 2020 roku liczy ponad 2,1 mln mieszkańców i jest to trzecie pod względem zaludnienia hrabstwo Teksasu i piętnaste pod względem zaludnienia w Stanach Zjednoczonych.

## Gospodarka
Średni dochód gospodarstwa domowego (dane z 2022) w hrabstwie wynosi 78 872 dolarów, zaś dochód na mieszkańca 39 407 dolarów. 10,6% mieszkańców żyje poniżej relatywnej granicy ubóstwa.
Najczęstszymi sektorami zatrudnienia dla osób mieszkających w hrabstwie Tarrant, są: handel detaliczny (124,4 tys. osób), opieka zdrowotna i pomoc społeczna (119,7 tys.), produkcja (107,9 tys.), transport i magazynowanie (93,4 tys.), usługi edukacyjne (89 tys.) i budownictwo (83,9 tys.).
Hrabstwo jest wiodącym w wydobyciu gazu ziemnego (zajmuje 5. miejsce w Teksasie – 2019).
Rolniczo hrabstwo opiera się głównie na hodowli koni (16. miejsce w stanie), ale także akwakulturze (15. miejsce), hodowli kóz i owiec. Wśród upraw dominują pszenica, warzywa (szkółkarstwo), bataty i orzechy pekan.

## Sąsiednie hrabstwa
- Hrabstwo Denton (północ)
- Hrabstwo Dallas (wschód)
- Hrabstwo Ellis (południowy wschód)
- Hrabstwo Johnson (południe)
- Hrabstwo Parker (zachód)
- Hrabstwo Wise (północny zachód)

## Miasta
| CDP                                             | Miasta | Miasta |
| ----------------------------------------------- | --- | --- |
| - Briar - Eagle Mountain - Pecan Acres - Rendon | - Arlington (398,4 tys. w 2023) - Azle - Bedford - Benbrook - Blue Mound - Colleyville - Crowley - Dalworthington Gardens - Edgecliff Village - Euless - Everman - Flower Mound (częściowo z 79,4 tys.) - Forest Hill - Fort Worth (978,5 tys.) - Grand Prairie (częściowo z 202,1 tys.) - Grapevine - Haltom City - Hurst | - Keller - Kennedale - Lakeside - Lake Worth - Mansfield (78,5 tys.) - North Richland Hills (70,7 tys.) - Pantego - Pelican Bay - Richland Hills - River Oaks - Saginaw - Sansom Park - Southlake - Trophy Club - Westover Hills - Watauga - Westworth Village - White Settlement |

## Demografia
W latach 2010–2020 populacja hrabstwa wzrosła o 16,7% do 2,11 mln mieszkańców. Według danych pięcioletnich z 2022 roku, skład rasowy hrabstwa wyglądał następująco: 43,9% stanowiły białe społeczności nielatynoskie, 29,8% to byli Latynosi, 17,3% czarni lub Afroamerykanie, 11,9% było rasy mieszanej, 5,8% to Azjaci, 0,5% rdzenna ludność Ameryki i 0,2% pochodziło z wysp Pacyfiku.
Do największych grup należały osoby pochodzenia: meksykańskiego (24,2%), afroamerykańskiego, angielskiego (8,4%), niemieckiego (8,2%), irlandzkiego (6,7%), „amerykańskiego” (4,5%), afrykańskiego lub arabskiego (3,7%), szkockiego lub szkocko–irlandzkiego (2,4%) i włoskiego (2,1%).

## Religia

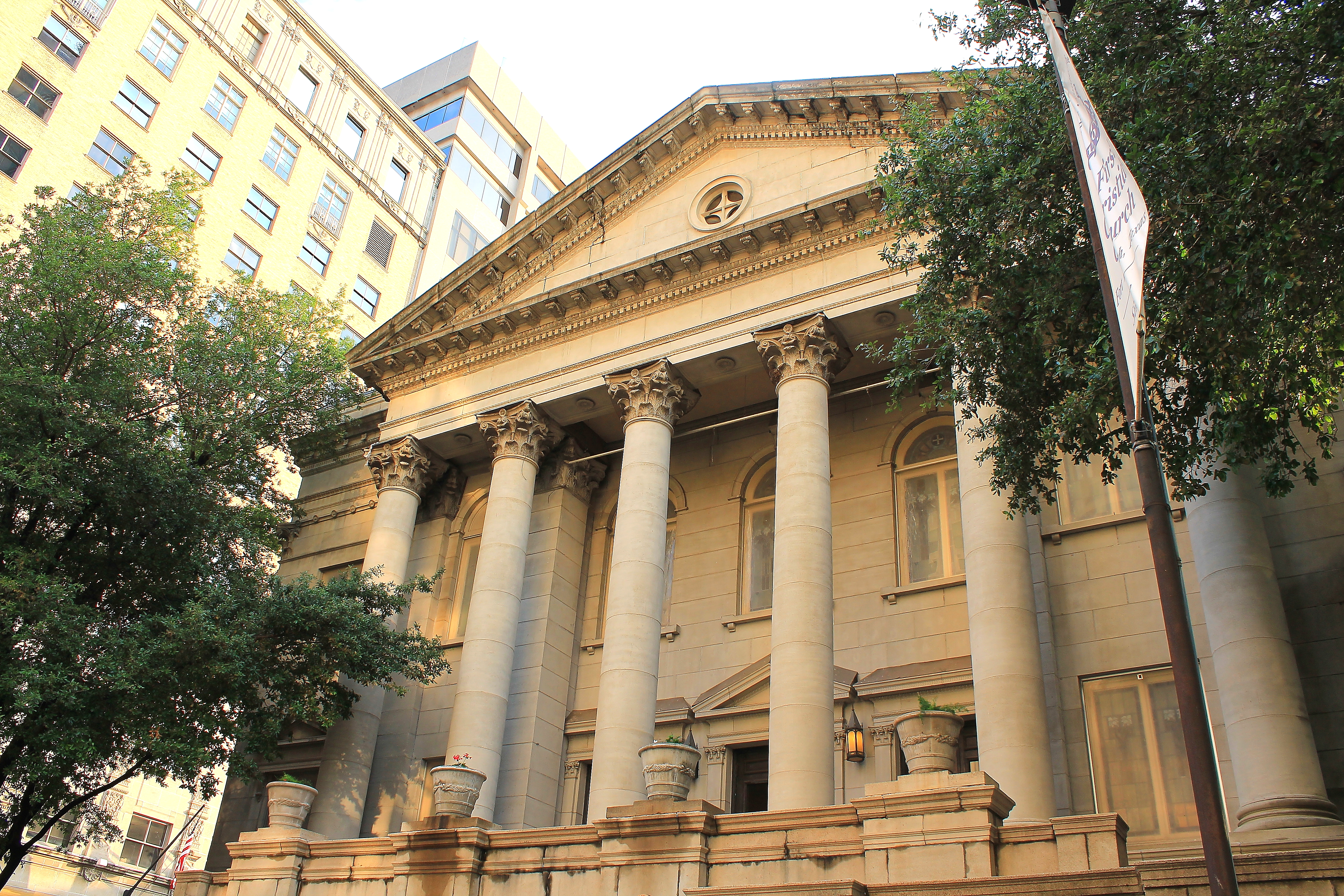
Zabytkowy kościół protestancki w stylu renesansowym (1915)

Według danych spisowych z 2020 roku, największe grupy stanowią protestanci i katolicy, przy czym członkostwo w Kościele katolickim deklarowało 359,7 tys. osób (17% populacji). Największe (powyżej 50 tys.) grupy protestanckie pod względem członkostwa, to: Południowa Konwencja Baptystów (278,9 tys.), bezdenominacyjne zbory ewangelikalne (262,3 tys.), Zjednoczony Kościół Metodystyczny (91,9 tys.), inne Kościoły baptystyczne, campbellici i różnorodne Kościoły zielonoświątkowe. Inne religie obejmowały:
- muzułmanów – 1,5% (31,4 tys.)
- mormonów – 1,4% (28,9 tys.)
- świadków Jehowy – 0,9% (18,3 tys.)
- buddystów – 0,2% (5 tys.)
- koptów – 0,2% (4,4 tys.)
- wyznawców Kościoła Jedności i kilka mniejszych grup.